# Палу, Уно
Уно Янович Палу (эст. Uno Palu; 8 февраля 1933, Синди — 15 января 2024) — советский эстонский легкоатлет, специалист по многоборьям. Выступал за сборную СССР по лёгкой атлетике во второй половине 1950-х годов, обладатель серебряной медали чемпионата Европы в Стокгольме, призёр первенств национального значения, участник летних Олимпийских игр в Мельбурне. Мастер спорта СССР (1957).

## Биография
Родился 8 февраля 1933 года в городе Синди, Эстония.
Занимался лёгкой атлетикой с 1951 года, выступал за сборную Эстонской ССР и добровольное спортивное общество «Динамо» (Таллин).
Впервые заявил о себе на взрослом всесоюзном уровне в сезоне 1955 года, выиграв бронзовую медаль в десятиборье на чемпионате СССР в Тбилиси.
В 1956 году на чемпионате страны в рамках Первой летней Спартакиады народов СССР в Москве вновь стал бронзовым призёром в десятиборье. Благодаря череде удачных выступлений удостоился права защищать честь страны на летних Олимпийских играх в Мельбурне — набрал в сумме всех дисциплин 6930 очков, расположившись в итоговом протоколе соревнований на четвёртой строке. По итогам сезона был признан лучшим спортсменом Эстонии.
После мельбурнской Олимпиады Палу остался в составе советской легкоатлетической команды на ещё один олимпийский цикл и продолжил принимать участие в крупнейших международных стартах. Так, в 1958 году он добавил в послужной список серебряную награду, полученную на чемпионате СССР в Тбилиси, и завоевал серебряную медаль на чемпионате Европы в Стокгольме — в обоих случаях уступил Василию Кузнецову. В этом сезоне его вновь признали лучшим спортсменом Эстонии.
В 1960 году на чемпионате СССР в Москве с личным рекордом в 7598 очков вновь взял бронзу в десятиборье.
Одни из последних достижений в его спортивной карьере — победы на чемпионатах Эстонии 1963 и 1964 годов.
Впоследствии работал тренером по лёгкой атлетике.

## Награды
- Орден «Знак Почёта» (27.04.1957) — «за успехи, достигнутые в деле развития массового физкультурного движения в стране, повышения мастерства советских спортсменов, и успешное выступление на международных соревнованиях»
- За выдающиеся достижения в спорте в 2001 году был награждён орденом Эстонского Красного Креста 5 класса.